# مینا (خواننده ژاپنی)
مینا میوی درنا (به ژاپنی: 名井 南) (به انگلیسی: Mina Myoi) (زاده ۲۴ مارس ۱۹۹۷) که با نام مینا (به انگلیسی: Mina) شناخته می‌شود، یک خواننده و رقصنده ژاپنی است که در کره جنوبی فعالیت می‌کند. او یکی از اعضای گروه موسیقی توایس و یکی از سه عضو ژاپنی این گروه است.

## اوایل زندگی
مینا در ۲۴ مارس ۱۹۹۷ در سن آنتونیوی تگزاس متولد شد و در شهر کوبهٔ استان هیوگو ژاپن رشد یافت. هنگامی‌که مینا کودک بود، خانوادهٔ او به ژاپن نقل مکان کرد. مینا از سنین کودکی به آموختن باله مشغول شد و پیش از ملحق شدن به توایس، بیش از ده سال آموزش باله دیده‌بود.

## حرفه

### آغاز به کار در توایس
مینا هنگامی‌که در اوساکا به‌همراه مادرش مشغول خرید بود، از یکی از نمایندگان جی‌وای‌پی پیشنهاد مصاحبه دریافت کرد. او سپس در سال ۲۰۱۴ به هدف این‌که یک آیدل کی-پاپ شود، به کرهٔ جنوبی رفت و تحت نظر جی‌وای‌پی اینترتینمنت کارآموزی خود را آغاز کرد. مینا در سال ۲۰۱۵، در برنامهٔ کره‌ای واقع‌نمای شانزده حضور یافت و به‌عنوان یکی از نُه شرکت‌کنندهٔ موفق، به گروه دخترانهٔ جدید توایس ملحق شد.

### زیرگروهمیسامو
در تاریخ ۹ فوریه ۲۰۲۳ کمپانی جی وای پی خبر داد که مینا به همراه هم گروهی های خود مومو و سانا قرار است به صورت رسمی کار خود را در ژاپن به عنوان زیرگروه با نام میسامو"MISAMO" در تاریخ ۲۶ جولای با انتشار یک آلبوم چندآهنگه شروع کنند.

### مسائل مربوط به سلامت
جی‌وای‌پی اینترتینمنت در ۱۱ ژوئیهٔ ۲۰۱۹ طی بیانیه‌ای اعلام کرد، مینا به‌علت مشکلات ناگهانی اضطراب و ناامنی، در ادامهٔ تور جهانی توایس حضور نخواهد داشت. تشخیص نهایی بیماری او اختلال اضطرابی عنوان شد. در فوریهٔ ۲۰۲۰ اعلام شد، شرایط مینا بهبود یافته و به فعالیت‌های خود در توایس باز خواهد گشت.

## وجههٔ عمومی
طبق نظرسنجی موسیقی سالانهٔ کرهٔ گالوپ در سال ۲۰۱۹، مینا در رتبهٔ ۲۰ فهرست پرطرفدارترین آیدل‌های کرهٔ جنوبی قرار گرفت.
در سال ۲۰۱۹، TC Candler که از سال ۱۹۹۰ وظیفه معرفی کردن زنان و مردان زیبای جهان را بر عهده دارد، مینا را به عنوان نود و یکمین زن زیبای جهان معرفی کرد.

## ترانه‌شناسی

### ترانه‌سرایی
| نام                   | سال  | هنرمند | با همکاری        | منابع                |
| --------------------- | ---- | ------ | ---------------- | -------------------- |
| Shot Thru The Heart   | ۲۰۱۸ | توایس  | مومو و سانا      | [ ۲۲ ] [ ۲۳ ]        |
| ۲۱:۲۹                 | ۲۰۱۹ | توایس  | بقیه اعضای توایس | [ ۲۲ ] [ ۲۴ ] [ ۲۵ ] |
| Celebrate             | ۲۰۲۲ | توایس  | بقیه اعضای توایس |                      |
| It's Not Easy For You | ۲۰۲۳ | میسامو |                  |                      |